# هنشل
هنشل یا به‌طور کامل‌تر هنشل اونت زون (به آلمانی: Henschel & Sohn) یک شرکت آلمانی مستقر در شهر کاسل بود. این شرکت سدهٔ بیستم با ساخت وسایل ترابری شهرت یافت. لوکوموتیو، کامیون، اتوبوس، هواگرد، خودروی زرهی و سایر جنگ‌افزارها از جمله راکت از تولیدات این شرکت بودند.
گئورگ کریستیان کارل هنشل کارخانه هنشل را سال ۱۸۱۰ در کاسل بنیاد نهاد. پسر او کارل آنتون هنشل در سال ۱۸۳۷ کارخانه‌ای دیگر بنیاد کرد. شرکت هنشل در سال ۱۸۴۸ آغاز به تولید لوکوموتیو کرد و رفته‌رفته تبدیل به بزرگ‌ترین شرکت لوکوموتیوسازی آلمان در سدهٔ بیستم شد.

## فعالیت در زمینه هوانوردی
شرکت لوکوموتیوسازی هنشل اونت زون آ.گه. سال ۱۸۴۸ در کاسل تأسیس شد. برنامه تولید شرکت مداوما گسترش یافت و ریل و ماشین‌ابزار را نیز دربرگرفت. هنگامی شرکت یونکرس سال ۱۹۳۱ دچار مشکلات اقتصادی شد، هنشل قصد خرید آن را کرد تا برای نخستین بار وارد تولید هواگرد شود. به هر حال، پس از آن که مذاکرات به نتیجه‌ای نرسید، اسکار هنشل گفت‌وگو در این زمینه را ماه فوریه سال ۱۹۳۲ متوقف و مدیرعامل را موظف نمود ترتیب ایجاد شرکت هواگردسازی خود هنشل را بدهد. بدین شکل شرکت مسئولیت محدود (بعدا شرکت عمومی محدود) هواگردسازی هنشل روز ۳۰ مارس سال ۱۹۳۳ رسماً در کاسل بنیان نهاده شد. از همان زمان کار تولید تحت هدایت مهندس ارشد اریش کوخ آغاز شد. شرکت هواگردسازی هنشل ماه ژوئیه همان سال کارخانه از کار افتاده آمبی بات را در برلین-یوهانیشتال خریداری و به منظور خود تبدیل کرد. مدت کوتاهی بعد نمونه چوبی هااس ۱۲۱، نخستین تولید هواگرد تولیدی هنشل، ساخته شد. با دریافت وعده سفارش‌های بزرگ‌تر از لوفت‌وافه، هنشل موظف شد کارخانه بزرگ‌تری نزدیک برلین بسازد. تصمیم به احداث این کارخانه هواگردسازی در شونفلت گرفته شد و کلنگ آن روز ۱۵ اکتبر سال ۱۹۳۴ بر زمین‌خورد. روز ۲۲ دسامبر سال ۱۹۳۵ در این محل یکی از مدرن‌ترین کارخانه‌های هواگردسازی آلمان آماده بهره‌برداری بود. در سال‌های آینده تعدادی از موفق‌ترین هواگردهای شناسایی برد کوتاه، تهاجمی و ارتفاع بلند تولید شد. یکی از شعبه‌های شرکت هنشل نیز روی توسعه موشک‌های هدایت‌شونده کار کرد.
هواگردها و موشک‌های هنشل عبارتند از:
- هنشل هااس ۱۱۷، موشک زمین به هوا
- هنشل هااس ۱۲۱، جنگنده-آموزشی (پیش‌نمونه)
- هنشل هااس ۱۲۲، هواگرد رابط-شناسایی
- هنشل هااس ۱۲۳، هواگرد تهاجمی
- هنشل هااس ۱۲۴، جنگنده سنگین-بمب‌افکن (پیش‌نمونه)
- هنشل هااس ۱۲۵، جنگنده-آموزشی (پیش‌نمونه)
- هنشل هااس ۱۲۶، شناسایی
- هنشل هااس ۱۲۷، بمب‌افکن متوسط پر سرعت (پیش‌نمونه)

- هنشل هااس ۱۲۹، هواگرد تهاجمی

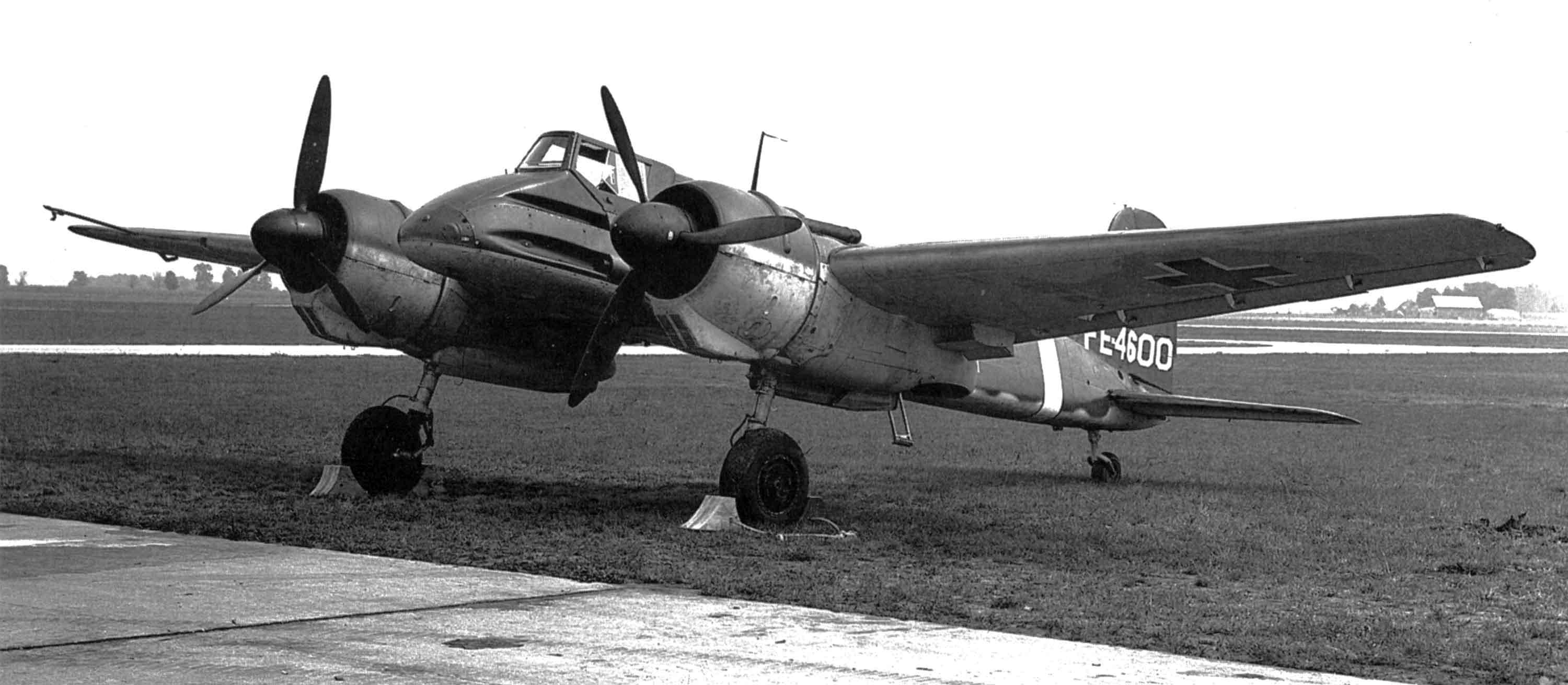
هنشل هااس ۱۲۹

- هنشل هااس ۱۳۰، شناسایی ارتفاع بالا-بمب‌افکن (پیش‌نمونه)
- هنشل هااس ۱۳۲، بمب‌افکن شیرجه‌ای جت (پیش‌نمونه)
- هنشل هااس ۲۹۳، بمب سرشی با تقویت راکت
- هنشل هااس ۲۹۴، بمب سرشی راکتی ضد کشتی
- هنشل هااس ۲۹۷، موشک‌انداز ضدهوایی
- هنشل هااس ۲۹۸، موشک هوابه‌هوا